# Mukim di Seria
Seria è un mukim del Brunei situato nel Distretto di Belait con 13.093 abitanti al censimento del 2011.

## Geografia antropica

### Suddivisioni amministrative
Il mukim è suddiviso nella città di Seria con i seguenti villaggi (kapong in malese):
Baru, Perakong, Jabang, Lorong Tiga Selatan, Panaga, Anduki, Sungai Bera, Perpindahan Baru, Badas.